# جایزه صلح نوبل ۲۰۱۶
جایزه صلح نوبل ۲۰۱۶ (انگلیسی: 2016 Nobel Peace Prize) به رئیس‌جمهور کلمبیا خوان مانوئل سانتوس داده شد. این جایزه «به خاطر تلاش‌های قاطع او برای پایان دادن به یک جنگ داخلی طولانی ۵۰ ساله» که طی آن «شش میلیون نفر از مردم کلمبیا در این کشور آواره شدند و قریب به ۲۲۰۰۰۰ نفر جان خود را از دست دادند» داده شد. این طولانی‌ترین جنگ و آخرین جنگ چریکی باقی‌مانده در آمریکا بود. جایزه صلح نوبل سالانه به کسانی اهدا می‌شود که «بهترین یا بهترین کار برای برادری و همبستگی بین کشورها برقرار می‌کنند، برای لغو یا کاهش یا کم کردن ارتش‌هایی که آماده جنگ می‌شوند وهمچنین کسانی که به ترویج کنگره صلح پرداخته‌اند». اعلام خبر اعطای جایزه صلح نوبل در ۷ اکتبر در یک نشست خبری در اسلو مرکز جایزه صلح نوبل انجام شد و مراسم رسمی اهدای جوایز در ۱۰ دسامبر در شهر (اسلو) برگزار گردید. این جایزه تنها پنج روز پس از یک توافق شکننده دولت در صلح کلمبیا (۲۰۱۶) با به تصویب رساندن برگزاری همه‌پرسی برای قرارداد صلح کلمبیا به تصویب رسید. محتوای فرایند توافقات، در توافقنامه نهایی صلح امضا می‌شود. رئیس کمیته کاچی کولمن سیاستمدار نروژی از حزب محافظه کار در زمینه تلاش و نیات خوب سانتوس در کنفرانس مطبوعاتی اعلام کرد و همچنین اعلام دریافت جایزه صلح، ابتدا پسر سانتوز خبر را اعلام کرد. سانتوس در نخستین بیانیه عمومی خود گفت: این تنها افتخار برای من نیست، بلکه برای تمام قربانیان درگیری است. ما با هم این مهم‌ترین جایزه صلح را به دست خواهیم آورد. روز بعد سانتوس اعلام کرد که مبلغ ۸ میلیون کرون سوئد که حدود ۲٫۷ میلیارد پزوی کلمبیا را برای حمایت از قربانیان این مناقشه اهدا خواهد کرد.

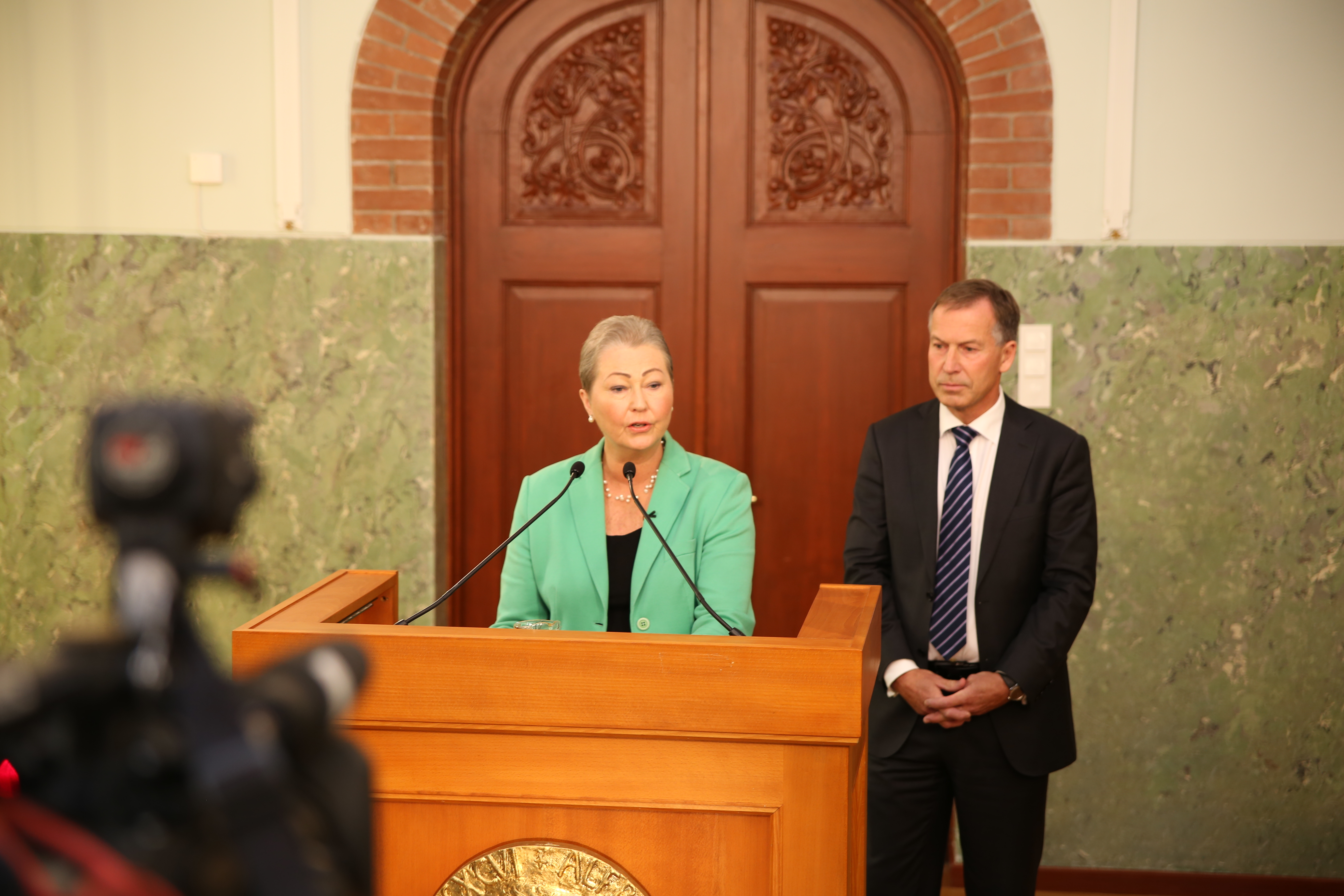
کاجی کولمن از حزب محافظه کار نروژ و اولاف نیولستاد در یک کنفرانس مطبوعاتی در ۷ اکتبر برنده جایزه صلح نوبل را اعلام کردند.

## نامزدها
۳۷۶ نامزد دریافت جایزه در این سال شامل ۲۲۸نفر و ۱۴۸سازمان - بزرگ‌ترین تعداد نامزدها، نسبت به رکورد قبلی ۲۷۸ نفر در سال ۲۰۱۴است.

## انعکاسات
بیانیه مطبوعاتی، مدیر ارشد یونسکو ایرینا بوکووا گفت که جایزه امسال به جسارت و استقامت رئیس‌جمهور سانتوس و همه کسانی که به دنبال ایجاد صلح هستند و هر روز گام به گام در خانواده‌ها و جوامع خود به بهبود زخم‌های کشور می‌پردازند ادای احترام می‌کند.
سیاران نوریس، در گاردین استدلال کرد که تنها دادن جایزه به سانتوز و نه به کلاه سفیدها و نه با رهبر فارک، یک انتخاب عمدی بود تا قدرت خود را به گونه ای اعمال کنند که ممکن است بیشترین تأثیر مستقیم را در دستیابی به صلح داشته باشد. کمیته جایزه نوبل امروز پس از، چندین روز تلاش‌های سخت برای مذاکرات صلح در جنگل که با ریسک شکست مواجه بود، این فرصت را برای تحریک صلح و پیشبرد این روند از خود نشان داد. آن‌ها این را به نمایش گذاشتند که جامعه بین‌المللی همیشه به حمایت از هر مناقشه صلحی وارد نمی‌شود؛ که موضوع سوریه از آن جمله است- آن‌ها گاهی نیروی حرکت لازم را تأمین می‌کنند البته تا نتیجه‌اش را ببینند.